# Harry Potter a Ohnivý pohár
Harry Potter a Ohnivý pohár (anglicky Harry Potter and the Goblet of Fire) je čtvrtá kniha ze série Harry Potter od spisovatelky J. K. Rowlingové. Byla vydána roku 2000.

## Obsah
Poté, co se Harry Potter dostane od svých neoblíbených příbuzných Dursleyových, tráví prázdniny s rodinou Weasleyových a se svou nejlepší kamarádkou Hermionou Grangerovou, se kterými se vydává na finále mistrovství světa ve famfrpálu. Po napínavém zápase, který nakonec vyhraje Irsko, se Harry s Hermionou a Weasleyovými ubytují v mudlovském kempu, na který zaútočí Smrtijedi, přívrženci lorda Voldemorta. Navíc někdo poblíž Harryho s Ronem a Hermionou vyčaruje Harryho hůlkou na oblohu znamení zla, Voldemortův znak.
Po návratu do Bradavic představí Brumbál žákům nového učitele obrany proti černé magii, Alastora „Pošuka“ Moodyho, bývalého bystrozora. Brumbál též oznámí, že se bude konat Turnaj tří kouzelnických škol, na který přijedou do Bradavic studenti z dalších kouzelnických škol, Kruvalu a Krásnohůlek. Ohnivý pohár, který vybírá účastníky, pošle do turnaje Viktora Kruma za Kruval, Fleur Delacourovou za Krásnohůlky a Cedrika Diggoryho za Bradavice. Navíc pohár vybere Harryho, který se sám nemohl přihlásit, protože ještě nedosáhl 17 let.
Harry absolvuje během Turnaje tří kouzelnických škol tři úkoly. V prvním úkolu, kde mají drakovi sebrat zlaté vejce, vyhraje společně s Viktorem Krumem. Po druhém úkolu, ve kterém má osvobodit svého kamaráda Rona od jezerních lidí žijících na dně jezera poblíž školy, získá druhé místo. Třetím úkolem je projít bludištěm s nástrahami a jako první dosáhnout Ohnivého poháru. Cedrik s Harrym vyrazí do bludiště jako první a téměř stejně rychle projdou bludištěm k poháru. Po vzájemné výpomoci se dohodnou, že se ho dotknou najednou, aby vyhráli oba. Pohár je však přenášedlo a přenese je na hřbitov kouzelnické vesničky Malý Visánek (bydliště Voldemortova otce) k Voldemortovi a Červíčkovi. Červíček zavraždí Cedrika a pomůže Voldemortovi nabýt lidské tělo. Potom chce zabít i Harryho, to se mu však díky neobvyklému spojení jejich hůlek nepovede a Harry se pomocí přenášedla dostává zpět do Bradavic. Tam spolu s Brumbálem objeví, že profesor Moody je ve skutečnosti mnoholičným lektvarem přeměněný Barty Skrk ml., který přemohl opravdového Moodyho, dostal Harryho do turnaje a celou dobu se mu snažil zajistit výhru. Na konci je za to políben mozkomorem.